# Конрад Шенк
Конрад Ландек Шенк (нем. Konrad der Schenk von Landeck, ум. ок. 1306) - немецкий миннезингер XIII века. Имел прозвище "Шенк", которое носили и другие члены рода Ланденеров. 

## Биография
Конрад фон Ландек был потомком рода Ландекеров, которые были министрами графов Тоггенбурга.
В 1271 году был документ, в котором был помещен Конрад. До 1287 года был командиром замка Зингенберг. 
Шенк умер в 1306 году, ибо в 1307 году его брат Лютольд упоминается без Конрада. 

## Творчество
В Гейдельбергской рукописи есть 102 строфы авторства Конрада Шенка.